# K279
K279는 대한민국이 개발한 날개안정분리철갑탄(APFSDS)이다. 120mm 55구경장 활강포에서 쓰이며, K280 대전차고폭탄(HEAT-MP-T)과 함께 K2 흑표 전차를 위해 특별히 개발된 포탄이다.

## 제원
- 구경 : 120mm
- 탄자무게 : 8.27kg
- 추진제무게 : 8.6kg
- 탄자길이 : 761mm
- 유효관통자 : 690mm (추정)
- 관통력 (2km) : 700mm 이상[1]
- 포구속도 : 1760m/s

## 같이 보기
- K2 흑표
- K276
- M829
- DM-53
- DM-63